# شين شالوم
شين شالوم (هو الاسم الأدبي لشالوم يوسف شابيرا) (19 ديسمبر 1904 - 2 مارس 1990) شاعر ومؤلف ومترجم إسرائيلي. يشتهر شعره بالعناصر المقتبسة من رمزية الكابالا والمذهب الحسيدي.
في عام 1973، حصل شالوم على جائزة إسرائيل في الشعر. واشتهر بترجمته جميع سوناتات شكسبير إلى العبرية، وهو إنجاز حصل من أجله على جائزة تشيرنيخوفسكي (وهي جائزة في الترجمة). كما حصل على جائزة بياليك عام 1941 وجائزة برينر عام 1949.

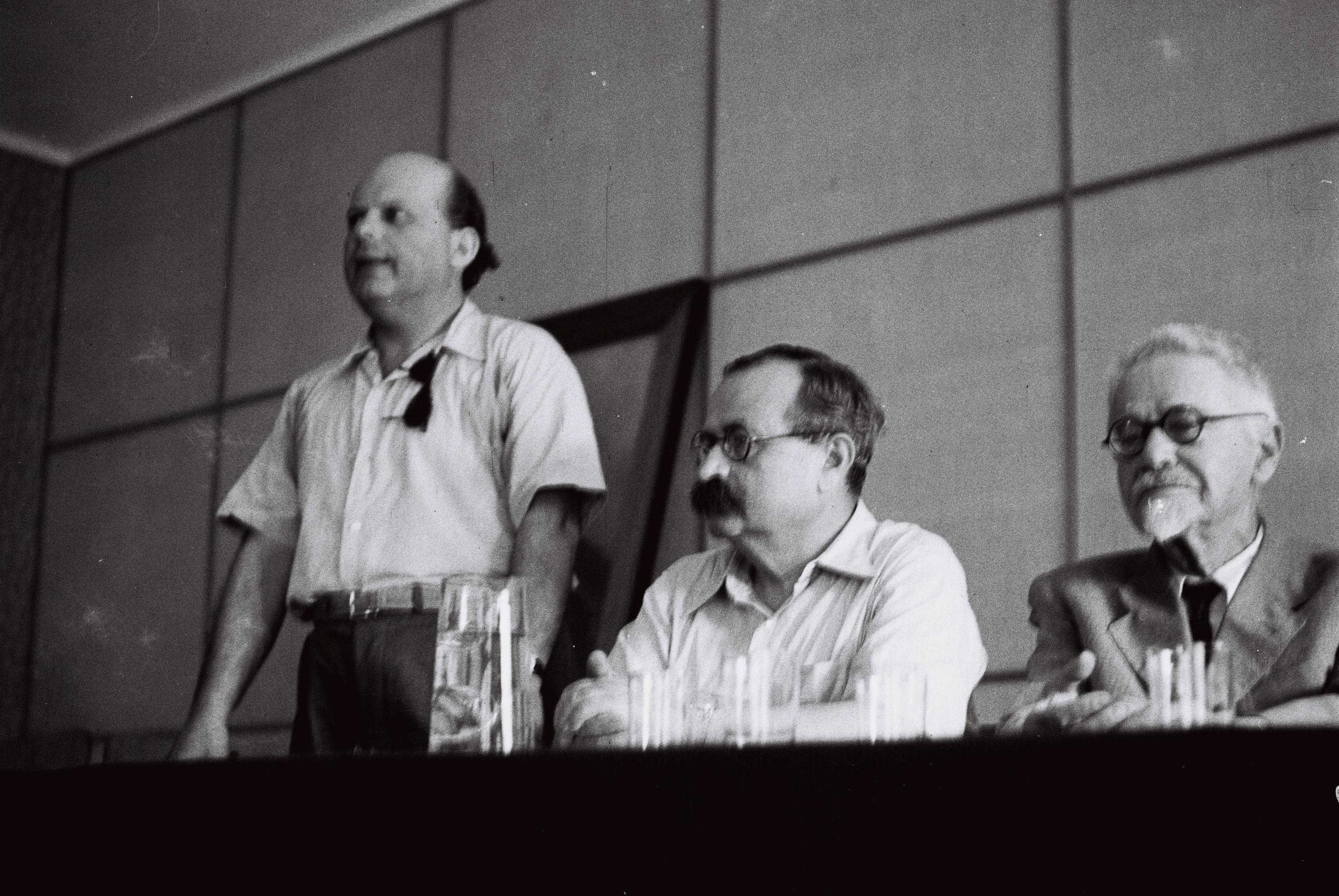
شين شالوم (واقفًا) مع آشر باراش (في الوسط) وناحوم سلوش (يمين)، التقطت الصورة خلال مؤتمر الكتاب العبريين عام 1948

شقيقه يتسحاق شابيرا كان مدير المدرسة مدرسة ريئالي العبرية من 1955 إلى 1983.